# Tyrone Davis
Pour les articles homonymes, voir Davis.
Tyrone Davis, né le 4 mai 1938 à Greenville, dans le Mississippi, et mort le 9 février 2005 à Chicago. Il était un des plus populaires chanteurs de soul des années 1970. Il est connu pour le titres Can I Change My Mind et Turn Back The Hands Of Time qui furent d'immenses succès.

## Biographie
Après sa naissance, il passe toute son enfance à Saginaw, et part à Chicago en 1959 à l'âge de 21 ans. Il part y trouver un emploi, et devient le chauffeur et valet du bluesman Freddie King. Il côtoie le Bobby « Blue » Bland, Little Milton et Otis Clay, et décide de se lancer dans une carrière de chanteur. Il arpente alors les clubs de la côte ouest et du sud des États-Unis. Il croise alors sur sa route Harold Burrage, un pianiste qui le prend sous son aile et l'aide à s'affirmer musicalement. Le jeune talent enregistre ses premiers simples en 1965 sous le label des Four Brothers. Ceux-ci, au nombre de 4, sont écrits et produits par Burrage, enregistrés sous le surnom de Tyrone the Wonder Boy. Malheureusement, Burrage meurt en 1966. Tyrone trouve refuge sur le label de Carl Davis, Dakar Records, en 1968. Un DJ Texan passe alors la Face B Can I Change My Mind qui rencontre un succès immédiat. Elle se classe numéro 1 dans les charts R&B et dans le top 5 pop.
Aussitôt, Tyrone et Willie Henderson, son producteur/ arrangeur d'alors, capitalisent sur ce succès, avec Is It Something You've Got en 1969. C'est le compositeur Johnny Moore qui lui offre son plus grand succès, Turn Back The Hands Of Time en 1970. De plus, l'album l'accompagnant contient 2 autres hits, I'll Be Right Here and Let Me Back In. Il devient un habitué des charts, obtenant en 1975 son troisième « Numéro 1 » avec Turning Point. Il quitte ensuite Dakar pour Columbia. Il y poursuit une carrière fructueuse, occupant les charts jusqu'en 1988. Il publie ses albums sous les labels Highrise, Future, Ichiban, Malaco, Endzone à partir des années 1980.
Son succès tient d'abord à son style, caractéristique de la Chi-Soul, la Soul de Chicago, où s'exprime les ambitions urbaines de l'Amérique noire rurale, qui veut percer la classe moyenne. Son registre se situe entre baryton et ténor. Son répertoire alterne entre blues fragile fait de vibrato et des ballades soul qui le classe en « chanteur pour dames ». Il ne connait pas beaucoup de succès en dehors des États-Unis. Son orchestre, le Platinum Band est très réputé. Il a joué notamment avec Otis Clay, ami de Tyrone depuis les débuts.
Tyrone meurt le 9 février 2005 à Chicago des suites d'une attaque cardiaque en septembre 2004 qui avait entraîné des complications cardiaques et une pneumonie.

## Discographie
- 1969 : Can I Change My Mind
- 1976 : Love and Touch
- 1977 : Let's Be Closer Together
- 1978 : I Can't Go On This Way
- 1979 : In The Mood